# 中興の祖
中興の祖（ちゅうこうのそ）とは、一般に「名君」と称される君主または統治者のうち、長期王朝、長期政権の中途、かつ危機的状況後に政権を担当して危機からの回復を達成し、政権の安定化や維持に多大な功績があったと歴史的評価を受ける者をいう。

## 概要
長期政権は創業期の後に繁栄期を迎えるが、繁栄期は則ち爛熟期であり、外征や奢侈による財政悪化や制度疲弊、危機意識の欠如、綱紀弛緩による政治腐敗によって政治、軍事、経済など様々なフェイズにおいて危機的状況が発生する。
中興の祖と称される人物は税制、財政の改革、人材の登用、治安回復、外交の安定などに意を用い、危機的状況を改善、回復し国家経営を立て直した人物である。
このため、政権中途で国家を発展させた人物、また政権の最盛期を現出させた人物であっても、創業者の業績を継承、整理することで業績を上げた人物（唐の太宗、徳川秀忠、徳川家光など）や創業期から蓄積された資本により業績を上げた人物（漢の武帝、唐の玄宗、永楽帝など）は中興の祖とは呼ばれない。
中興の祖と呼ばれる人物であっても、唐の徳宗、清の同治帝など名目だけで必ずしも実績が伴っていない場合も存在する。

## 中興の祖と呼ばれる人物
ヨーロッパ
- ローマ帝国
  - アレクシオス1世コムネノス（コムネノス王朝、東ローマ帝国）

アジア
- 中国
  - 宣帝（前漢）
  - 徳宗（唐）
  - 弘治帝（明）
  - 同治帝（清）
- 日本
  - 政治家もしくは統治者
    - 宇都宮成綱（戦国大名）
    - 佐竹義舜（戦国大名）
    - 島津忠良（戦国大名）
    - 小田政治（戦国大名）
    - 結城政朝（戦国大名）
    - 畠山義総（戦国大名）
    - 徳川吉宗（江戸幕府）
    - 上杉治憲（米沢藩上杉氏）

  - 企業経営者
    - 三井高利（三井家）
    - 杉山金太郎（J-オイルミルズ）
    - 豊田英二（トヨタ自動車）
    - 石田退三（トヨタ自動車）
    - 正力松太郎（読売新聞社）
    - 山内溥（任天堂）
    - 岡田茂（東映）
    - 樋口廣太郎（アサヒビール）
    - 佐伯旭（シャープ）
    - 田岡一雄（暴力団山口組）
    - 川又克二（日産自動車）
    - 立石義雄（オムロン）

  - 文化人または宗教家
    - 明恵（華厳宗）
    - 蓮如（浄土真宗）
    - 烏亭焉馬（江戸落語）
    - 初代坂田藤十郎（江戸歌舞伎）
    - 三代目笑福亭仁鶴 (吉本興業)

- 朝鮮
  - 顕宗（高麗）
  - 恭愍王（高麗）
  - 英祖、正祖（李氏朝鮮）